# Roger du Maine
Roger du Maine, mort vers 900 fut comte du Maine de 886 à 893, puis de 895 à 900. Il est le fondateur de la seconde maison du Maine, parfois appelée Hugonide.

## Origine
Sa famille n'est pas connue par des documents contemporains. Des recherches récentes ont proposé plusieurs hypothèses. Sur des considérations onomastiques, il pourrait être descendant des comtes robertiens du Mans du VIIIe siècle. Si c'était le cas, il serait issu de la même souche que la famille rivale des rorgonides, à qui il disputa le comté du Maine.
Christian Settipani propose de l'identifier à un comte Roger qui intervint en 892 au secours de son oncle Hugues, comte de Bourges. Toutefois cette présence des prénoms d'Hugues et de Roger est probablement à rapprocher des comtes de Laon, et le neveu de Hugues de Bourges serait alors Roger Ier, comte de Laon.

## Union et postérité
Roger était marié à Rothilde, fille de Charles le Chauve, et se trouvait de ce fait proche de la famille royale. En 885, Ragenold, marquis de Neustrie et comte du Maine fut tué par les normands. À ce moment, les Rorgonides n'étaient représentés que par des adolescents, et le roi Charles le Gros préféra confier la marche de Neustrie à un de ses fidèles, le popponien Henri, et le comté du Maine à Roger. 
En conséquence, les Rorgonides se rapprochèrent des Robertiens et, après qu'Eudes devint roi de France, Roger fut chassé du Mans en 893 et remplacé par Gauzlin II. Il reprit le comté en 895, mais se montra particulièrement violent envers ses sujets et l'Église, de sorte que l'évêque du Mans s'en plaignit. Il mourut peu après.
De son épouse Rothilde, fille de Charles le Chauve (lui-même petit-fils de Charlemagne) et de Richilde, il avait eu :
- Hugues Ier († 939/955), comte du Maine ;
- une fille (Rohaut ou Judith), mariée vers 914 à Hugues le Grand, duc de France ;
- peut-être une fille, nommée Rothildis, qui fut abbesse de Bouxières-aux-Dames de 937 à 965.

## Sources
- Pierre Riché, Les Carolingiens, une famille qui fit l'Europe, Paris, Hachette, coll. « Pluriel », 1983 (réimpr. 1997), 490 p. (ISBN 2-01-278851-3, présentation en ligne).
- Christian Settipani, La Préhistoire des Capétiens (Nouvelle Histoire généalogique de l'auguste maison de France, vol. 1), Villeneuve-d'Ascq, éd. Patrick van Kerrebrouck, 1993, 545 p. (ISBN 978-2-95015-093-6).